# Гуляк Юрій Васильович
Юрій Васильович Гуляк (позивний «Гиря») — український військовослужбовець, майор 80 ОДШБр Збройних сил України, учасник російсько-української війни. Лицар ордена Богдана Хмельницького І, II та III ступенів.
У 2023 році увійшов до рейтингу «30 до 30: творці майбутнього» від «Форбс».

## Життєпис
Служить командиром батальйону 80-ї окремої десантно-штурмової бригади. Є одним з наймолодших командирів Збройних сил України.
Під час повномасштабного російського вторгнення був учасником боїв за Нову Каховку, Вознесенськ, Бахмут, Лисичанськ, Харківщину.
Його прабабця Юстина[джерело?] була зв'язковою УПА.

## Нагороди
- орден Богдана Хмельницького I ступеня (16 жовтня 2023) —  особисту мужність, виявлену у захисті державного суверенітету та територіальної цілісності України, самовіддане виконання військового обов'язку[2];
- орден Богдана Хмельницького II ступеня (28 вересня 2022) — за особисту мужність і самовіддані дії, виявлені у захисті державного суверенітету та територіальної цілісності України, вірність військовій присязі[3];
- орден Богдана Хмельницького III ступеня (8 червня 2022) — за особисту мужність і самовіддані дії, виявлені у захисті державного суверенітету та територіальної цілісності України, вірність військовій присязі[4].

## Військові звання
- капітан[2];
- старший лейтенант[4].